# Villa adusta
Villa adusta är en tvåvingeart som först beskrevs av Friedrich Hermann Loew 1869.  Villa adusta ingår i släktet Villa och familjen svävflugor.
Artens utbredningsområde är Florida. Inga underarter finns listade i Catalogue of Life.